# Јован Танасијевић (фудбалер)
Јован Танасијевић (Приштина, 20. јануар 1978) је бивши црногорски фудбалер.Током каријере играо је на позицији одбрамбеног играча.